# Ageniaspis longicornis
Ageniaspis longicornis är en stekelart som beskrevs av Trjapitzin 1968. Ageniaspis longicornis ingår i släktet Ageniaspis och familjen sköldlussteklar.
Artens utbredningsområde är:
- Sverige.
- Armenien.

Arten är reproducerande i Sverige. Inga underarter finns listade i Catalogue of Life.